# Fédération libanaise de football
Pour les articles homonymes, voir LFA.

La Fédération libanaise de football (Lebanese Football Association (en) LFA) est une association regroupant les clubs de football du Liban et organisant les compétitions nationales et les matchs internationaux de la sélection du Liban.
La fédération nationale du Liban est fondée en 1933 par Nassif Majdalani,. Elle est affiliée à la FIFA depuis 1935 et est membre de l'AFC depuis 1964.

## Histoire
En 2001, le ministre des Sports Sebouh Hovnanian dissout le comité exécutif de la fédération à la suite d'une affaire de matchs truqués dans le championnat de division 1.